# 李思忠 (鱼类学家)
李思忠（1921年2月19日—2009年1月11日），男，河南辉县人，中国鱼类学家，中国海洋鱼类和淡水鱼类研究的开拓者和奠基人之一。

## 生平
1937年至1940年就读于河南省立汲县师范学校；因战事该校曾在黄河南岸的禹县、南阳等地漂泊。毕业后，考入经济部农本局福生庄业务人员训练班；而后曾在韩城等地担任福生庄基层工作人员。1942年进入兰州西北师范学院博物系学习。1946年毕业后相继任职于开封黎明中学、河北滦县师范学校。1947年暑后应好友柏杨之邀去沈阳，时值国立长白师范学院因国共内战由吉林南迁至沈阳，在该校教授脊椎动物学。1948年夏长白师范学院继续南迁至北平时，考入北京师范大学研究生院并兼任师大助教，师从中国鱼类学研究先驱张春霖教授。1950年5月毕业，最初任职于杨钟健领导的中国科学院编译局（科学出版社前身）；1950年10月中国科学院动物标本整理委员会（动物研究所前身）于北京西郊公园成立，由陳楨出面被调至该委员会，全职负责原静生生物调查所及国立北平研究院动物学研究所动物标本的整理、整合 ，并参与了中国科学院动物研究所自1950年代初开始的筹建。 中国科学院动物研究室、动物研究所相继成立后，历任助理研究员、副研究员、研究员。曾任中国鱼类学会副理事长，北京市水产局渔业顾问团顾问兼副团长、北京市水产学会理事，《中国动物志》、《动物学报》、《动物分类学报》、《中华大典·生物学典·动物分典》编委等。1992年10月，由于“为发展我国科学技术事业做出的突出贡献”，获国务院颁发政府特殊津贴及证书。
著有学术论文至少60余篇（及科普杂文约40篇），涵盖中国鱼类分类与区系、鱼类地理分布、鱼种人工移殖等广泛的领域，为中国现代鱼类学的发展、鱼类中文名词审定 （页面存档备份，存于）及知识普及做出了重要贡献。1951年受当时河北省水产局局长杨扶青之邀，参与了河北沿海鱼类和渔业的调查；其后与业师张春霖等在1952年发起、参与了中国最早的海鱼普查，为《黄渤海鱼类调查报告》（1955年出版 ）、《南海鱼类志》（1962年）、《南海诸岛海域鱼类志》（1979年 ）及《中国鱼类系统检索》（1987年 ）等中国现代水产基础科学及鱼类分类研究里程碑著作的主要作者之一。 曾于1964年开启新疆北部鱼类的系统调查，并主编《新疆鱼类志》（1979年）。 由他主写的《中国动物志：硬骨鱼纲 鲽形目》是中国动物志鱼类系列最早出版的一卷。 2007年起曾负责《中华大典》鱼类部分的编写。
1957年反右运动之后曾长期蒙受不白之冤。他一生中几个最为重要的工作（包括若干鱼类新种的发现 及有关中国淡水鱼类动物地理的代表性专著《中国淡水鱼类的分布区划》）是在逆境中完成的。作家柏杨1948年11月离开沈阳路经北平时曾暂住师范大学研究生宿舍李思忠处；1988年10月重返大陆时与李思忠在北京见面，回台后在中国时报人间副刊撰文，记述了两位同乡、好友分别近四十年后的重逢。

## 部分获奖著作、学术见解及科普写作
作者亲身参加的对中国水域鱼类系统调查，足迹南至西沙群岛海域，北至新疆北部。对多地多次的野外调查，以及他对静生生物调查所及国立北平研究院动物标本的整理、整合，为其后学术生涯的研究奠定了基础。

### 中国淡水鱼类的分布区划
其《中国淡水鱼类的分布区划》（1981年）是迄今最为详尽分析中国淡水鱼类区系组成及分布特点的专著，首次将中国依淡水鱼类自然分布划为5区（北冰洋及黑龙江水系的北方区、华西区、宁蒙区、华东区和华南区）、21亚区；以自然环境和地史变化阐明各处鱼类特征及异同，有很多创新性的贡献，1986年获得中国科学院科技进步三等奖。此书及相关论文中他认为中国淡水鱼类种群动物地理南北分区大致应以广义南岭（南岭山脉、武夷山脉、仙霞岭、天台山，即胡焕庸线以东长江水系与珠江等南方沿海水系的分水岭）为界，其南大致为东洋区（对应中国境内的华南区）；此观点接近华莱士及森為三所提出的东洋界与古北界在中国境内的分界，而有别于通常所认为划分中国陆栖动物南北两大区系的秦岭-淮河线。 世界自然基金会在划分包括中国在内的世界各淡水生态区域以及联合国粮食及农业组织在讨论中国内陆渔业水产分布区时，引用了该书内容作为参考。 此书被认为是1949年以后中国学者鱼类学代表作之一。 他根据淡水鱼类习性及分布特点最早提出在新疆赛里木湖（冰斗湖）人工引入冷水性鱼类、在北京郊区引进银鱼或利用山溪养殖虹鲑等建议，自1980年代开始实施以来均获得成功。
他与孙儒泳及姚鸿震三人1989年共同在《工商时报》上提出建议，通过结合农林产品种植与海鱼虾、半咸水鱼或淡水鱼养殖综合治理盐碱地。过去三十多年间发表的学术资料与养殖实践显示他们的建议具有相当可行性及发展潜力。水产养殖近年已被中国农业农村部推荐为改造利用盐碱地的一种成功模式。

### 中国动物志
《鲽形目鱼类的起源、演化及分布 （页面存档备份，存于）》等五篇论文获1991年中国科学院自然科学三等奖。 专著《中国动物志, 硬骨鱼纲: 鲽形目》为《中国动物志 硬骨鱼纲》系列最早（1995年）出版的一卷，1997年获中国科学院自然科学二等奖。在此卷动物志和鲽形目鱼类骨骼、形态比较研究基础上，作者提出鲽形目鱼类及其各科为单系群的判断，并认为鳒科是鲽形目演化过程中最原始的一科。 专著《中国动物志, 硬骨鱼纲: 银汉鱼目 鳉形目 颌针鱼目 蛇鳚目 鳕形目》由合作者张春光 整理修改于2011年出版。  《中国动物志》相关卷册的编写、出版，被认为在中国动物学研究发展的历史上具重要意义。

### 黄河鱼类志
遗著《黄河鱼类志》于2015年11月在台湾出版，系统描述了黄河流域170多种土著鱼类，从动物地理的角度探讨了黄河鱼类区系的组成，并收录作者鱼类学论文、序言、述评、科普杂文、回忆等共50余篇 ；此书修订版由中国海洋大学出版社于2017年底在大陆出版。 李思忠于六十多年前开始的对黄河鱼类的系统调查以及何志辉1980年代主持的黄河水系渔业资源调查，为研究半个多世纪来黄河鱼类生物多样性变化及人类活动对水生生态的深远影响、相关环境与生态保护措施的效果评估提供了难得的历史资料和参考。
依据黄河鱼类种群的分布特点、黄河流域地质历史及自然地标，他认为甘肃与宁夏之交、青藏高原东北缘与卫宁平原分界的黑山峡 （页面存档备份，存于）出口可作为黄河干流上游与中游的分界；壶口瀑布可作为黄河中游与下游的分界。黄河上游流经青藏高原山岭之间、高寒沼泽草原及其东北缘，属中国淡水鱼类地理分布华西区的青藏高原亚区及陇西亚区；中游呈“{\displaystyle \cap }”形河套贯穿宁蒙高原、鄂尔多斯高原、黄土高原，对应宁蒙高原区的河套亚区；下游流经汾渭盆地、晋豫峡谷等低海拔谷地及华北平原地区，为华东江河平原的河海亚区。

### 现代鱼类知识的系统普及
1950年代初曾与其导师张春霖先生以及朱元鼎先生共同编写、审定了《脊椎动物名称》一书内有关鱼类的中文名词；1980年代曾参与写作、审改《中国大百科全书》鱼类（特别是其中鲽形目、鳕形目、金眼鲷目及鲤形目）条目；1990年代与解玉浩、孟庆闻等共同主持了《中国脊椎动物大全》（2000年）鱼类部分的编写。 加拿大学者的鱼类系统分类学名著《世界鱼类》（第二版）在他及合作者的努力下被译成中文，由台湾水产出版社出版（1994年）。曾在《中国青年报》、《科学大众》、《生物学通报》、《中国科技术语》等报刊杂志发表数十篇科普文章。
俄罗斯鱼类学家П.Ю. 施米德特的科普著作《鱼类的洄游》曾由李思忠翻译成中文，于1958年出版。在他半个多世纪科学生涯中，他曾著文系统地介绍过洄游性鱼类如七鳃鳗、鲑鱼、鲟鱼、香鱼、河鲀、松江鲈、日本鳗鲡及花鳗鲡、窄体舌鳎等。 在他看来，鱼类为了延续后代或回归故乡而克服千难险阻的洄游，是在生物学层次上对生命意义的一种诠释。

### 对古文献鱼类记载的发掘和传承
李思忠认为中华民族喜爱鱼类有两个含义：一是很早就发展了渔猎和养殖，喜吃食用鱼；二是喜爱与鱼相关的习俗及文化活动，例如在中国古文献中有大量以鱼命名的人物及有关鱼类的观察。 他重视研究中国古代作品对鱼类的记载，借以考察人类活动（如引种移殖、开凿运河等）产生影响之前土著鱼类的自然地理分布。 他与方芳 （页面存档备份，存于）合写的有关四大家鱼天然分布的论文，在从事历史生物地理学、水产养殖及水生态保护等领域的学者中被较广泛引用。
作为《中华大典·生物学典·动物分典》编委，他在去世前近两年时间内查阅了有文字记录以来的大量中国古代文献资料（包括《诗经》、《尔雅》、《说文解字》、《本草纲目》、《闽中海错疏》等），按照现代分类体系对古籍里有关软骨鱼纲及硬骨鱼纲鱼类的记载进行了较为系统的整合、分析、考察。该书鱼类部分在他离世后由中国科学院动物研究所同事张世义先生完成。

## 发现或命名的鱼类新种、亚种
| 新种名称     | 拉丁学名                         | 模式产地                 | 定名人与年代            |
| ------------ | -------------------------------- | ------------------------ | ----------------------- |
| 朝鲜䲗       | Callionymus koreanus             | 青岛、朝鲜黄海沿岸       | Nakabo, Jeon & Li，1987 |
| 棕斑宽吻鲀   | Amblyrhynchotes rufopunctatus    | 南海                     | Li，1962                |
| 海南䲗       | Callionymus hainanensis          | 海南                     | Li，1966                |
| 反棘美尾䲗   | Calliurichthys recurvispinnis    | 广东汕尾                 | Li，1966                |
| 小体高原鳅   | Triplophysa minuta               | 新疆北部                 | Li，1966                |
| 阿尔泰杜父鱼 | Cottus sibiricus altaicus        | 新疆阿尔泰               | Li & Ho，1966           |
| 秦岭细鳞鲑   | Brachymystax lenok tsinlingensis | 秦岭（陕西境内）         | Li，1966                |
| 祁连裸鲤     | Gymnocypris chilianensis         | 甘肃（安西、酒泉、张掖） | Li & Chang，1974        |
| 武威高原鳅   | Triplophysa wuweiensis           | 甘肃（武威）             | Li & Chang，1974        |
| 丝指鳒鲆     | Psettina filimana                | 山东                     | Li & Wang，1981         |
| 鳞胸红娘鱼   | Lepidotrigla lepidojugulata      | 广东（南海北部）         | Li，1981                |
| 长指红娘鱼   | Lepidotrigla longimana           | 南海北部                 | Li，1981                |
| 张氏五须岩鳕 | Ciliata tchangi                  | 山东                     | Li，1994                |
| 冈村氏黑鳕   | Melanonus okamurai               | 琉球海沟                 | Li，2011                |
| 张氏鮈       | Gobio tchangi                    | 甘肃兰州                 | Li，2015                |

1. 1 2  列入国家重点保护野生动物名录（2021年版）二级保护
2. ↑  列入新疆重点保护水生野生动物名录二级保护[60]
3. ↑  被农业农村部列为2022年十大特色水产种质资源之首[62]
4. ↑  亦称祁连山裸鲤、花斑裸鲤河西亚种，为甘肃省重点保护鱼类。[63]
5. 1 2  以著者导师张春霖教授的姓命名，纪念其对中国鱼类研究的先驱贡献
6. ↑  以此深海鱼的最初采集、发现和描述者日本学者岡村收博士（Osamu Okamura）定名

## 主要学术著作
- 专著：[65]
  - 《中国淡水鱼类的分布区划》 （页面存档备份，存于） ，科学出版社，1981年，NLC 000430753 （1986年获中国科学院科技进步三等奖）[4][30][註 9]
  - 《中国动物志 硬骨鱼纲 鲽形目》 （页面存档备份，存于），与王惠民[註 22]合著，科学出版社，1995年，ISBN 9787030041470 （1997年获中国科学院自然科学二等奖 [39][66]）
  - 《中国动物志 硬骨鱼纲 银汉鱼目 鳉形目 颌针鱼目 蛇鳚目 鳕形目》 （页面存档备份，存于），与张春光[註 12]合著，科学出版社，2011年，ISBN 9787030200952 [13]
  - 《黄河鱼类志：黄河鱼类专著及鱼类学文选》 （页面存档备份，存于），水产出版社，2015年，ISBN 9789578596771 [8][3][6]；《黄河鱼类志》，中国海洋大学出版社，2017年，ISBN 9787567015371 [31] [註 13](参见：黄河土著鱼类列表)
  - 《中国动物志 硬骨鱼纲 金眼鲷目 海鲂目 月鱼目 刺鱼目 鲻形目 合鳃目》 [67]（经张春光补充、修改，计划由科学出版社校对、出版)
- 译著：
  - 《世界鱼类》，J.S. 纳尔逊（英语：Joseph S. Nelson）著（第二版），与陈星玉、陈小平等合译（沈世杰监修、题跋；曾晴贤[註 23]为责任编辑），台湾水产出版社，1994年，ISBN 9578596030 [68]
  - 《鱼类的洄游》，П.Ю. 施米德特（英语：Peter Schmidt (zoologist)）著，科学出版社，1958年，NLC 001108266
- 主编：
  - 《新疆鱼类志》 （页面存档备份，存于），新疆人民出版社，1979年，NLC 000273314 [21][10][22][69]
- 参与合著：
  - 《黄渤海习见鱼类图说》 （页面存档备份，存于），张春霖主编，科学出版社，1954年，NLC 001052316
  - 《黄渤海鱼类调查报告》 （页面存档备份，存于），张春霖主编，科学出版社，1955年，NLC 001062608 [16][18]（此书为1949年后中华人民共和国出版的第一部鱼类学专著）
  - 《脊椎动物名称》 （页面存档备份，存于） （鱼类部分），科学出版社，1955年，NLC 001065123 [註 4]
  - 《黄河渔业生物学基础初步调查报告》 （页面存档备份，存于），科学出版社，1959年，NLC 001141337（此调查标志黄河鱼类研究进入全流域大尺度阶段 [44]；其中鲤科鱼类为李思忠所描述 [8][31]）
  - 《南海鱼类志》 （页面存档备份，存于），张春霖、成庆泰、朱元鼎主编，科学出版社，1962年，NLC 001180359 [註 6]
  - 《瓯江水产资源初步调查报告》、《灵江水产资源初步调查报告》（收于《1964-1972年科研成果汇编之五》），浙江省淡水水产研究所，1973年
  - 《南海诸岛海域鱼类志》 （页面存档备份，存于），中国水产科学研究院南海水产研究所主持（主要完成人：成庆泰，李思忠，曾炳光[註 24] （页面存档备份，存于），伍汉霖，邓思明[註 25]）[17]，科学出版社，1979年 [18]（1981年获国家水产总局科技成果奖一等奖[70]）
  - 《中国鱼类系统检索》 （页面存档备份，存于），成庆泰、郑葆珊主编，科学出版社，1987年 [19]（1990年获中国科学院自然科学二等奖；为10名获奖人之一）
  - 《中国动物图谱：鱼类》（第二版，郑葆珊主编） （页面存档备份，存于），科学出版社，1987年 （以及 第一版，1958 - 1973，张春霖主编 （页面存档备份，存于））
  - 《中国国家重点保护水生野生动物》 （页面存档备份，存于），汪小炎主编，中国科学技术出版社，1994年，ISBN 7504619167
  - 《中国濒危动物红皮书》 （鱼类卷）（页面存档备份，存于），乐佩琦[註 26]、陈宜瑜主编（编委：乐佩琦、张春光[註 12]、李思忠、崔桂华），科学出版社，1998年，ISBN 9787030064011
  - 《中国脊椎动物大全》，刘明玉、解玉浩、季达明主编（副主编：高忠信、李思忠、高玮、温世生、方荣盛），辽宁大学出版社，2000年，ISBN 7561039042
  - 《中华大典·生物学典·动物分典》，王祖望[註 27] 主编（副主编：冯祚建[註 28] 、黄复生），云南教育出版社，2015年12月，ISBN 9787541590177（《中华大典·生物学典》2019年底获“中华优秀出版物奖图书奖”）[12]